# Andreas Spannagel

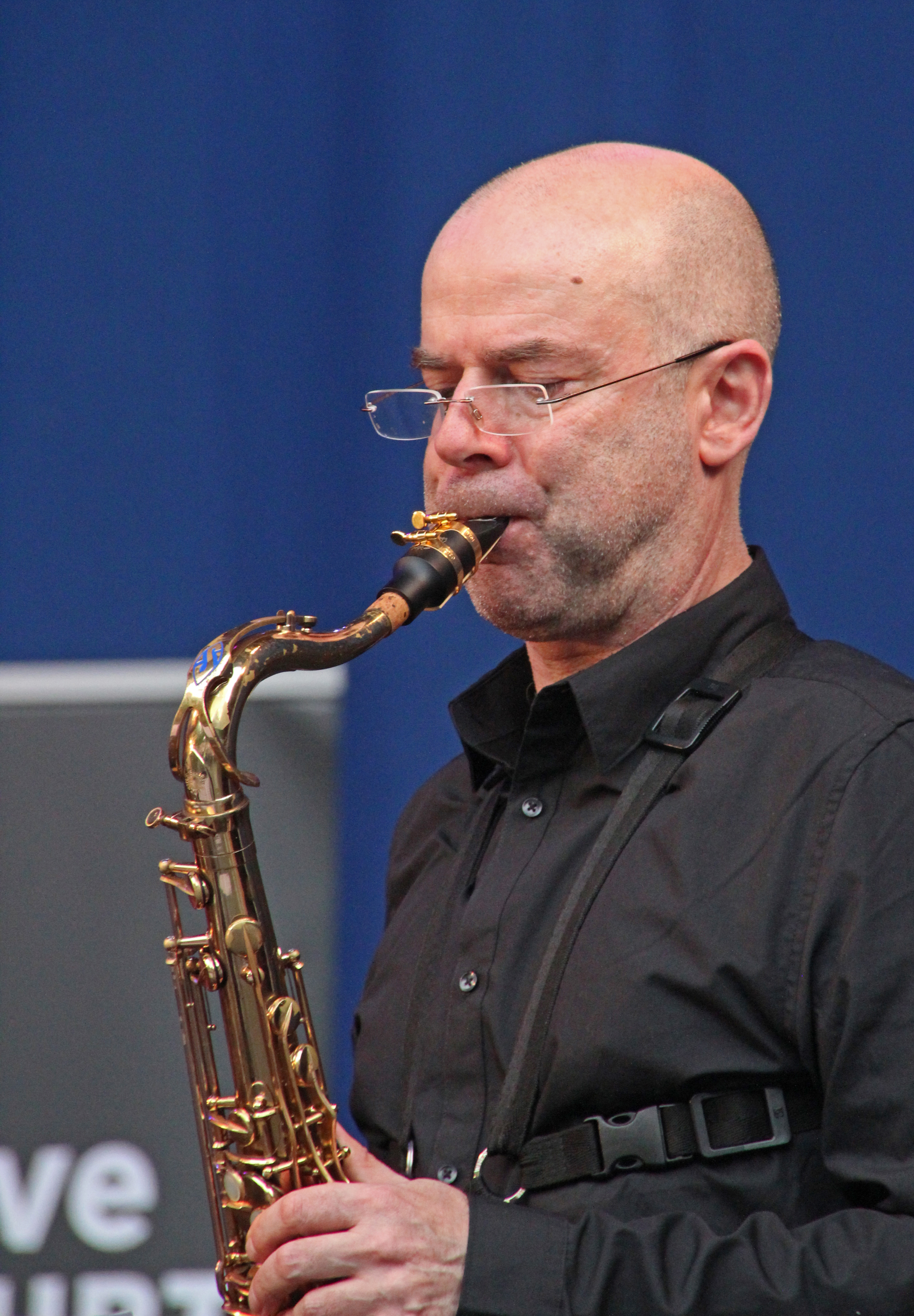
Andreas Spannagel 2017 bei Jazz im Palmengarten in Frankfurt

Andreas Spannagel (* 1960 in Berlin) ist ein deutscher Jazzmusiker (Flötist und Saxophonist).

## Leben
Spannagel studierte von 1984 bis 1989 an der Hochschule der Künste, jetzt Universität der Künste, in Berlin Querflöte (Abschluss 1989). Dort studierte er u. a. bei Martin Ulrich Senn. Nach seinem Abschluss 1989 ging Andreas Spannagel in die Niederlande, um Jazz an der Hochschule für Musik in Amsterdam (Fakultät Hilversum) zu studieren. Er studierte hier bei Ferdinand Povel und Rob Madna (Abschluss 1992).
Andreas Spannagel wirkte bei Workshops von James Moody, Dave Liebman und Joe Lovano mit. Daneben war er an den Projekten Questar Jazz Quartett (1992–1995), Andreas Spannagel Quartett (1998–2001), Thärichens Tentett (seit 2000) und Rattle the Cage (Projekt des Gitarristen Jörg Schippa) beteiligt. 2007 spielte er u. a. mit Django Bates. Konzertreisen mit Thärichens Tentett führten ihn 2009 und 2010 nach China, Indien und Vietnam.
Außerdem hatte Spannagel Engagements bei der hr-Bigband, bei Musicalproduktionen wie Chicago, Glöckner von Notre Dame, Dirty Dancing, Der Schuh des Manitu, Tanz der Vampire, Cats in Berlin, Hannover, Dresden, Leipzig und Basel sowie Pomp Duck and Circumstance und Gayle Tufts Soul Sensations Orchestra.

## Diskografie
- Lady Moon (Thärichens Tentett) minormusic 2000
- The Thin Edge (Thärichens Tentett) minormusic 2002
- Rattle the Cage (Jörg Schippa) phonector 2004
- Grateful (Thärichens Tentett) minormusic 2005
- Farewell Songs (Thärichens Tentett) traumton 2009
- An Berliner Kinder (Thärichens Tentett) doublemoon 2012
- No Half Measures (Thärichens Tentett) Laika-Records 2019
- Liebe, Glück und Einsamkeit (Thärichens Tentett) Laika-Records 2024